# Frank Varga

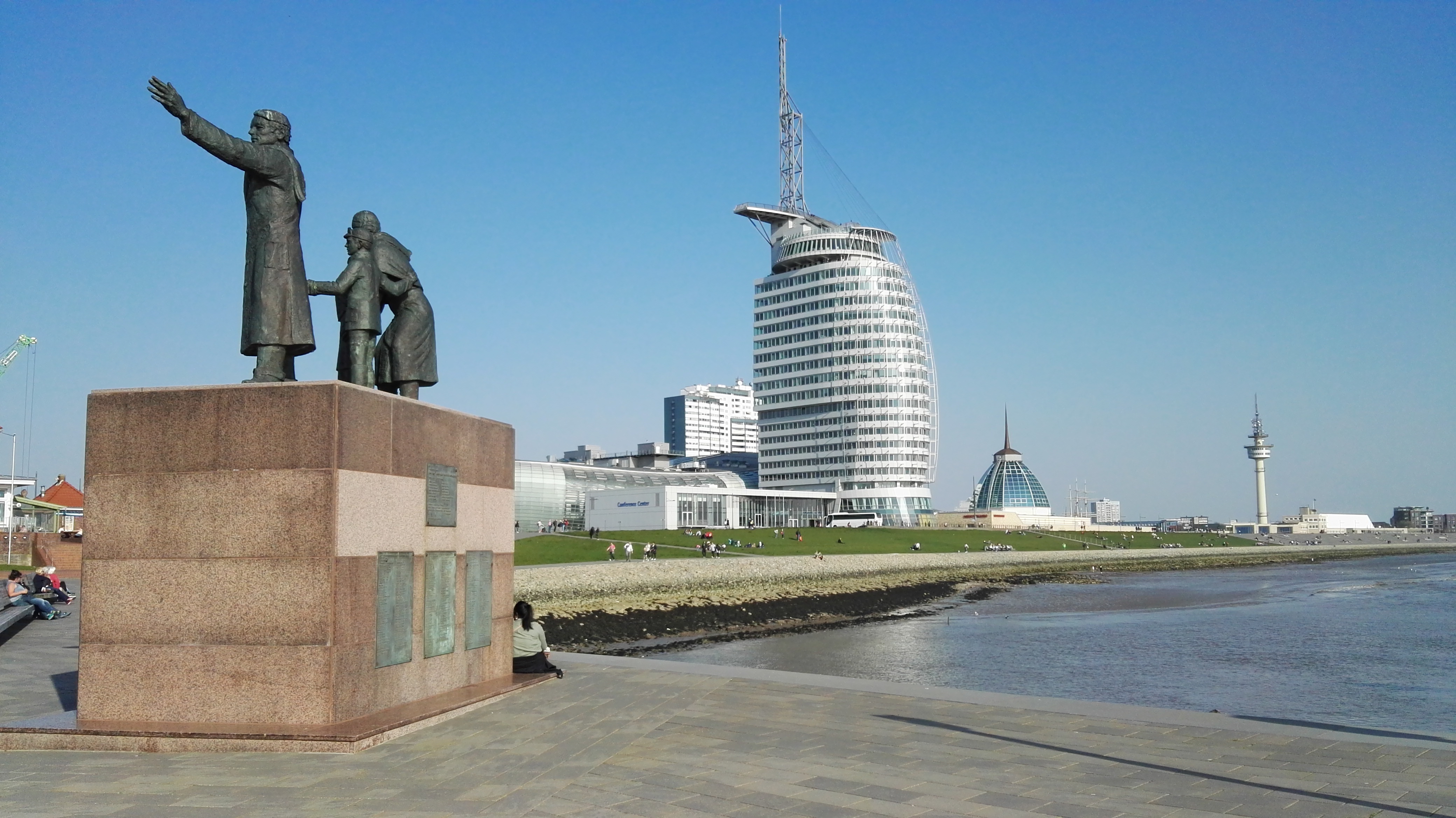
Das Auswandererdenkmal in Bremerhaven

Frank Varga (ursprünglich Ferenc Csaba Varga, * 18. Juni 1943 in Budapest; † 14. April 2018 in Delray Beach, Florida) war ein ungarisch-amerikanischer Bildhauer.

## Leben
Frank Varga war ein Sohn des Künstlers Ferenc Varga und dessen Ehefrau Anna Pázman Varga. Im Alter von acht Jahren wanderte er mit seinen Eltern nach Kanada aus. Einige Jahre später zog die Familie nach Detroit. Der Vater hatte schon in Kanada und dann in den USA eine Bildhauerwerkstatt eingerichtet, in der der Sohn früh mitzuarbeiten begann. Ab 1964 besuchte Varga die Accademia di Belle Arti in Florenz. Ab 1970 hatte er sein Atelier in Grosse Pointe, Michigan. Ab dieser Zeit unterrichtete er auch angehende Bildhauer. 1983 verlegte er das Atelier nach Delray Beach.
Varga unternahm jedes Jahr mit seinen Schülern Reisen nach Carrara, wo sie die Bildhauerei in Marmor lernen sollten. Varga starb nach einer schweren Krankheit. Er hinterließ seine Ehefrau und zwei Söhne.
Werke Vargas befinden sich in privaten Sammlungen, aber auch im öffentlichen Raum. Am 10. Februar 2018 wurde er im Cornell Museum of Art in Delray Beach, Florida, mit einer Rückschau geehrt.

## Werke im öffentlichen Raum (Auswahl)
- The Hurricane (1976), Belle Glade, Florida
- Auswandererdenkmal (1986), Bremerhaven